# Algar do Cabeço do Dório de Cima
O Algar do Cabeço do Dório de Cima é uma gruta portuguesa localizada na freguesia da Candelária, concelho da Madalena do Pico, ilha do Pico, arquipélago dos Açores.
Esta cavidade apresenta uma geomorfologia de origem vulcânica em forma cone vulcânico com cratera e algar, tendo cerca de 39 m. de profundidade.